# Homa Hills (Wyoming)
Homa Hills es un Lugar designado por el censo ubicado en el condado de Natrona en el estado estadounidense de Wyoming. En el año 2010 tenía una población de 278 habitantes y una densidad poblacional de 12.19 personas por km² .

## Geografía
Homa Hills se encuentra ubicado en las coordenadas 42°59′5.77″N 106°22′15.89″O / 42.9849361, -106.3710806. Según la Oficina del Censo,  la localidad tiene un área total de 22,8 km² (8,8 mi²), de la cual 22,8 km² (8,8 mi²) es tierra y 0 km² (0 mi²) (0.0 %) es agua.

### Localidades adyacentes
El siguiente diagrama muestra las localidades en un radio de 28 kilómetros (17,4 mi) de Homa Hills.

## Demografía
En el 2000 la renta per cápita promedia del hogar era de $48 828, y el ingreso promedio para una familia era de $48 672. El ingreso per cápita para la localidad era de $16 516. En 2000 los hombres tenían un ingreso per cápita de $35 156 contra $23 333 para las mujeres. Alrededor del 2.30 % de la población estaba bajo el umbral de pobreza nacional.